# Distrito de Cananor
O distrito de Cananor (em malaiala: Kannur) é um dos 14 distritos do estado de Querala, Índia.

## Distrito de Cananor
O nome do distrito de Cananor tem seu nome derivado a partir do local de sua sede na cidade de Cananor. O antigo nome de 'Cannanore' é a forma anglicana da palavra Cananor Malaiala. De acordo com relatos históricos, 'Kannur' é uma derivação de Kanathur, uma vila antiga, cujo nome sobrevive até hoje em um dos bairros da cidade de Cananor. Outra versão é que Cananor pode ter assumido o nome de um das, divindades do panteão hindu, um composto de duas palavras, Kannan (Senhor Krishna) e Ur (local), tornando-se o lugar do Senhor Krishna. Neste contexto, vale ressaltar que a divindade do templo Katalayi Sreekrishna foi originalmente instalado em um santuário em Katalayi Kotta na parte sudeste da cidade atual Kannur.